# The Comics Journal
The Comics Journal, comúnmente abreviado TCJ, es una revista estadounidense de noticias y críticas relativas al cómic, fundada por Gary Groth y J. Michael Catron, editada desde 1976 por Fantagraphics Books. Es reconocida por sus entrevistas extensas con creadores de historietas y en ocasiones por ofrecer reseñas, particularmente pertenecientes a la corriente general de la industria de las historietas y sus productos. La revista promueve que las historietas son bellas artes y merecen un más amplio respeto cultural así como estándares críticos más altos.

## Historia
Gary Groth y J. Michael Catron adquirieron The Nostalgia Journal, una zine con problemas financieros dedicada principalmente a la venta de publicidad, le cambiaron el nombre a Comics Journal y le dieron el formato de revista. Aunque hasta inicios de la década de 1980 incluían listados de historietas a la venta de la editorial Marvel Comics y publicidad abundante, gradualmente la revista se enfocó a la publicación de artículos, entrevistas y crítica, particularmente de cómics independientes. A partir del número 45 (marzo de 1979), la revista cambió su periodicidad de publicación a mensual; en ese entonces contaba con una circulación de 10 000 ejemplares.
Durante la década de 1980, The Comics Journal fue conocida, entre otras cosas, por la opiniones sumamente críticas del editor Gary Groth acerca de las historietas de superhéroes y otras publicaciones mainstream, lo cual, sumado a que la revista estaba abierta a la réplica, dio a algunas polémicas prolongadas.
The Comics Journal también ha publicado transcripciones de litigios relacionados con la industria de la historieta, tanto de aquellos en los que se encontraba directamente involucrada, así como casos notables, como la demanda legal del escritor Marv Wolfman a Marvel por la propiedad intelectual de los personajes Blade y Nova.
En 2009, con la publicación del número 300, The Comics Journal cambió su periodicidad, de ocho números al año a semestral, con un formato más similar a un libro que a una revista; tuvo este formato hasta el número 302, cuando entró en pausa. En 2019, con el número 303, inició nuevamente su publicación, manteniendo la periodicidad semestral.

### Demandas legales
A través de los años, The Comics Journal ha estado involucrada en distintas demandas legales.
En 1980, una entrevista de Gary Groth con el escritor de ciencia ficción Harlan Ellison originó una demanda por parte del escritor Michael Fleisher, por comentarios hechos sobre su obra y temperamento; la litigación duró seis años antes de ser ser llevada a la corte, con un veredicto a favor de The Comics Journal, Groth y Ellison en 1986.
Entre 1983 y 1984, el artista Rick Buckler demandó por difamación a la revista, debido a una reseña en la se le acusó de plagio, comparando paneles de historieta dibujados por él con arte similar de Jack Kirby.
En 2006, Ellison demandó a Fantagraphics por incluir la entrevista de 1980 en el libro The Comics Journal Library: The Writers, ser descrito en la portada como un «dilettante» (un aficionado interesado de manera superficial) en el medio de la historieta, así como por usar su nombre el material publicitario del libro. El litigio se resolvió en 2007 mediante un acuerdo legal en el que Fantagraphics aceptó remover la entrevista y la descripción de Ellison de la portada del libro, Ellison aceptó publicar en su sitio web una refutación escrita por Groth a sus acusaciones, y ambas partes aceptaron abstenerse de dirigirse ataques personales ad hominen en el futuro.